# Puccinia artemisiicola
Puccinia artemisiicola är en svampart som beskrevs av P. Syd. & Syd. 1902. Puccinia artemisiicola ingår i släktet Puccinia och familjen Pucciniaceae.   Inga underarter finns listade i Catalogue of Life.